# Cyrtopogon michnoi
Cyrtopogon michnoi är en tvåvingeart som beskrevs av Pavel Lehr 1998. Cyrtopogon michnoi ingår i släktet Cyrtopogon, och familjen rovflugor. Inga underarter finns listade i Catalogue of Life.